# Selaginella bemarahensis
Selaginella bemarahensis är en mosslummerväxtart som beskrevs av Stefanovic och Rakotondr.. Selaginella bemarahensis ingår i släktet mosslumrar, och familjen mosslummerväxter. Inga underarter finns listade i Catalogue of Life.